# Nadieh
Карин Франсин Анне Мейс (нидерл. Karin Francine Anne Meis; 7 сентября 1958 года, Гаага, Нидерланды — 5 апреля 1996 года, Утрехт, Нидерланды), более известная как Nadieh (Нади́) — нидерландская певица, музыкант.

## Биография
Nadieh родилась 7 сентября 1958 года. Её полное имя при рождении — Карин Франсин Анне Мейс. Отец, Франс Герман Мейс (Frans Herman Meis), был инженером родом из Индонезии. Мать, Вил Донк (Wil Donck), родом из Схевенингена, курортного района Гааги.
В возрасте 11 лет выучилась игре на гитаре, писала зрелые для своего возраста тексты. В 17 лет вошла в музыкальную группу соседской девушки — группу последователей веры бахаи. Пела в церкви, начала посещать храм Бахаи. С близким другом уехала в США. Вскоре вернулась и познакомилась с будущим мужем, иранским учителем химии Зиаулой Рейнари (Zia’u’llah Reyhani). В университете изучает арабский язык и психологию. Но не окончила учёбу, полностью решив посвятить себя музыке.
14 сентября 1979 года Nadieh вышла замуж и переехала в Хертогенбос. В 1980 году выступала в группе The Bill Bradley Band (B. B. Band). В 1981 году родила дочь Нади (Nadiè Reyhani). Псевдоним певицы происходят от персидского имени Nadie, которым она назвала свою дочь; букву «h» Nadieh добавила для таинственности.
В 1985 году родила сына Рафи (Rafi Benjamin Vincent Reyhani).
В 1986 году вышли первые синглы — «Right to change», «Windforce 11» — которые достигли 23-го места и шесть недель держались в нидерландском Top 40.
В 1987 году Ханс Вермёлен (Hans Vermeulen) и Кес Бюнен (Kees Buenen) продюсировали дебютный альбом Nadieh — Land of Tá, который завоевал награды в самых престижных и почётных нидерландских музыкальных конкурсах — Zilveren Harp (Серебряная Арфа) и De Edisons (an Edison Music Award). С песней «Haifa Blue» Nadieh завоевывала награду Лучшего исполнителя на Yamaha Music Festival (неофициально конкурс именовался как «Восточное Евровидение»). В 1988 году получила CD Award за второй альбом — Company of Fools. В том же 1988 году развелась с мужем.
В Японии на конкурсе Yamaha Music Festival Nadieh познакомилась с Джанной Наннини, которая также принимала участие в конкурсе. Вдохновлённая итальянской певицей, Nadieh решила написать альбом, отличный от первых двух поп-альбомов. В третьем альбоме No way back (1989) принимали участие Рут Джакотт (Ruth Jacott) (бэк-вокал) и Колин Бланстоун. С Бланстоуном дуэтом исполнила заключительную композицию альбома, одну из лучших своих песен — «Splendid Morning». Сблизилась с Бартом Слотхаком (Bart Sloothaak), директором «Wisseloord Studios», который стал её менеджером.
В своём четвёртом альбоме Eye on the Waves (1991) Nadieh возвратилась к фолк-стилю. И хотя Nadieh выступала на немецком телевидении и посетила США, международного успеха, за исключением Японии, певица не добилась. В 1992 году Nadieh отдалилась от шоу-бизнеса и переехала с детьми и Бартом Слотхаком в небольшую деревню в регионе Бетюве на востоке страны, где начала писать музыку в собственной домашней студии. В 1994 году выпустила альбом On my own. В 1995 году Nadieh и её сестра Нонни (Nonny) проводили акустические концерты для небольших аудиторий в театрах. 9 ноября 1995 года Nadieh дала свой последний концерт.
В конце года умер её отец, а через несколько недель после похорон отца умерла и мать певицы. После этого Nadieh заболела. У неё рак груди. Вечером 5 апреля 1996 года Nadieh умерла в госпитале Утрехта от тромбоэмболии в возрасте 37 лет. Певица была похоронена на кладбище прямо по соседству с её домом в Реное. На надгробном камне высечена гитара, на обратной стороне камня — прекрасный текст из Бахаи.

## Память

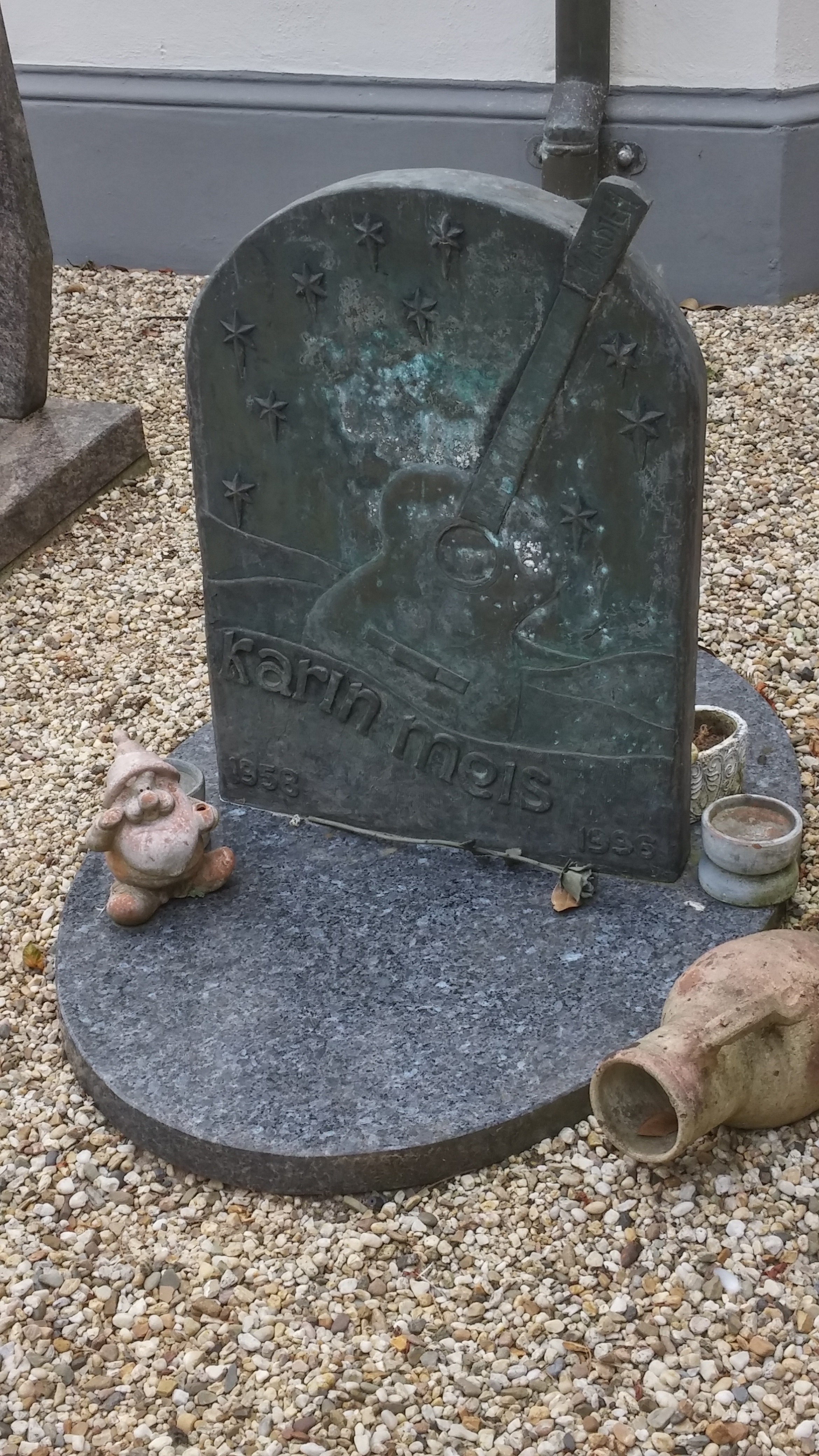

В 2006 году, 10 лет спустя после смерти Nadieh, организованный поклонниками её творчества Фонд Nadieh (Nadieh Foundation) выпустил альбом Go stand. В альбом вошли несколько концертных записей, все песни в альбоме на английском языке.
Популярность певицы в Нидерландах и Бельгии была такова, что в конце 1980-х и начале 1990-х годов многие родители называли своих детей именем Nadieh.

## Награды
- Zilveren Harp (Серебряная Арфа) и Edison Music Award за альбом Land of Tá (1987)
- Best Singers Award на Yamaha World Song Festival за песню Haifa Blue (1987)
- CD Award за альбом Company of Fools (1988)

## Дискография
- Land of Tá (1986)
- Company of fools (1988)
- No way back (1989)
- Eye on the waves (1991)
- On my own (1994)
- Leef me (1999), посмертный
- Go Stand (2006), посмертный